# دونا
دونا (بالألمانية: Dohna) هي قرية و بلدة ألمانية تقع في ألمانيا في سويسرا السكسونية-جبال الخام الشرقية [الإنجليزية]. يقدر عدد سكانها بـ 6,119 نسمة .

## أعلام
- رومي بير
- ينس فيدلر
- توم والشيها